# خوان إنريكيز (لاعب كرة قدم)
خوان إنريكيز (بالإسبانية: Juan José Enríquez)‏ هو لاعب كرة قدم ومدرب كرة قدم إسباني في مركز الدفاع، ولد في 4 سبتمبر 1950 في مدريد في إسبانيا، وتوفي في 10 أغسطس 2015 في مرسية في إسبانيا. لعب مع أتلتيكو مدريد ب وأتلتيكو مدريد وريكرياتيفو ونادي برشلونة ونادي سالامانكا.